# Vorstendom Moerom
Het vorstendom Moerom was een middeleeuws vorstendom van de Roes, met als hoofdstad Moerom, nu in de Russische oblast Vladimir. 
Moerom lag in een gebied met een grote Wolga-Finse bevolking, en was voor een groot deel van haar middeleeuwse geschiedenis deel van het thuisland van de Moeroma. Het lijkt in de 9e eeuw een belangrijke Moeromische nederzetting te zijn geweest, met een archeologisch merkbare Scandinavische aanwezigheid vanaf de tiende eeuw, zoals blijkt uit Frankische zwaarden, een broche van schildpad en de punt van een zwaardholster.
De Nestorkroniek vermeld dat Moerom in de achtste eeuw onder controle van de Roes kwam. Gleb Vladimirovitsj, zoon van Vladimir de Grote, heerste in het begin van de elfde eeuw over het vorstendom. Moerom maakte aan het einde van de 11e eeuw deel uit van het vorstendom Tsjernigov, bestuurd door de Svjatoslavitsj-clan, afstammelingen van Jaroslav de Wijze. Waarschijnlijk werd het behouden door Vsevolod Jaroslavitsj, zelfs nadat deze vorst van Tsjernigov en in 1076 vorst van Kiev werd.
Oleg Svjatoslavitsj, kleinzoon van Jaroslav en vorst van Tsjernigov, heerste in de vroege jaren 1090 over Moerom via een posadnik, en het werd erkend als deel van Olegs invloedssfeer na de overeenkomst van Ljoebetsj van 1097. Hierbij werd Olegs broer Davyd medeheerser van Tsjernigov, en Olegs land werd verdeeld tussen Oleg, Davyd en hun broer Jaroslav: de laatste verkreeg Moerom samen met Rjazan als het vorstendom Moerom-Rjazan. 
Moerom lijkt te zijn vernietigd tijdens de Mongoolse invasie van Roes in 1237-38.  Batu Khan kwam in de winter van 1237 naar de grens van Rjazan en eiste tribuut van de vorsten van Rjazan, Moerom en Pronsk. Dit werd afgewezen, waarop hij de landen verwoestte.
In 1392 verkreeg Vasili Dmitrijevitsj, grootvorst van Moskou en Vladimir, een patent van kan Tochtamysj die de annexatie van het vorstendom Moerom, samen met de vorstendommen Nizjni Novgorod en Gorodets, goedkeurde.

## Lijst van vorsten van Moerom
- Jaroslav Svjatoslavitsj, 1097 - 1129, samen met het vorstendom Rjazan
- Joeri Jaroslavitsj, 1129 - 1143
- Svjatoslav Jaroslavitsj, 1143 - 1145
- Rostislav Jaroslavitsj, 1145 - 1147
- Vladimir Svjatoslavitsj, 1147 - 1149
- Rostislav Jaroslavitsj (opnieuw), 1149 - 1155
- Vladimir Svjatoslavitsj (opnieuw), 1155 - 1161
- Joeri Vladimirovitsj, 1161 - 1174
- Vladimir Joerjevitsj, ? - 1203
- Davyd Joerjevitsj, 1203 - 1228
- Joeri Davydovitsj, ? - 1237
- Igor Joerjevitsj, 1203 - ?
- Jaroslav Joerjevitsj, 1237 - ?

Na Jaroslav en de vernietiging van Moerom door de Mongolen verdwijnen de vorsten van Moerom bijna een eeuw lang. Ze worden hervat met:
- Vasili Jaroslavitsj, ? - 1344
- Joeri Jaroslavitsj, 1344 - 1353
- Fjodor Glebovitsj, 1353 - 1392